# Divizarea Irlandei

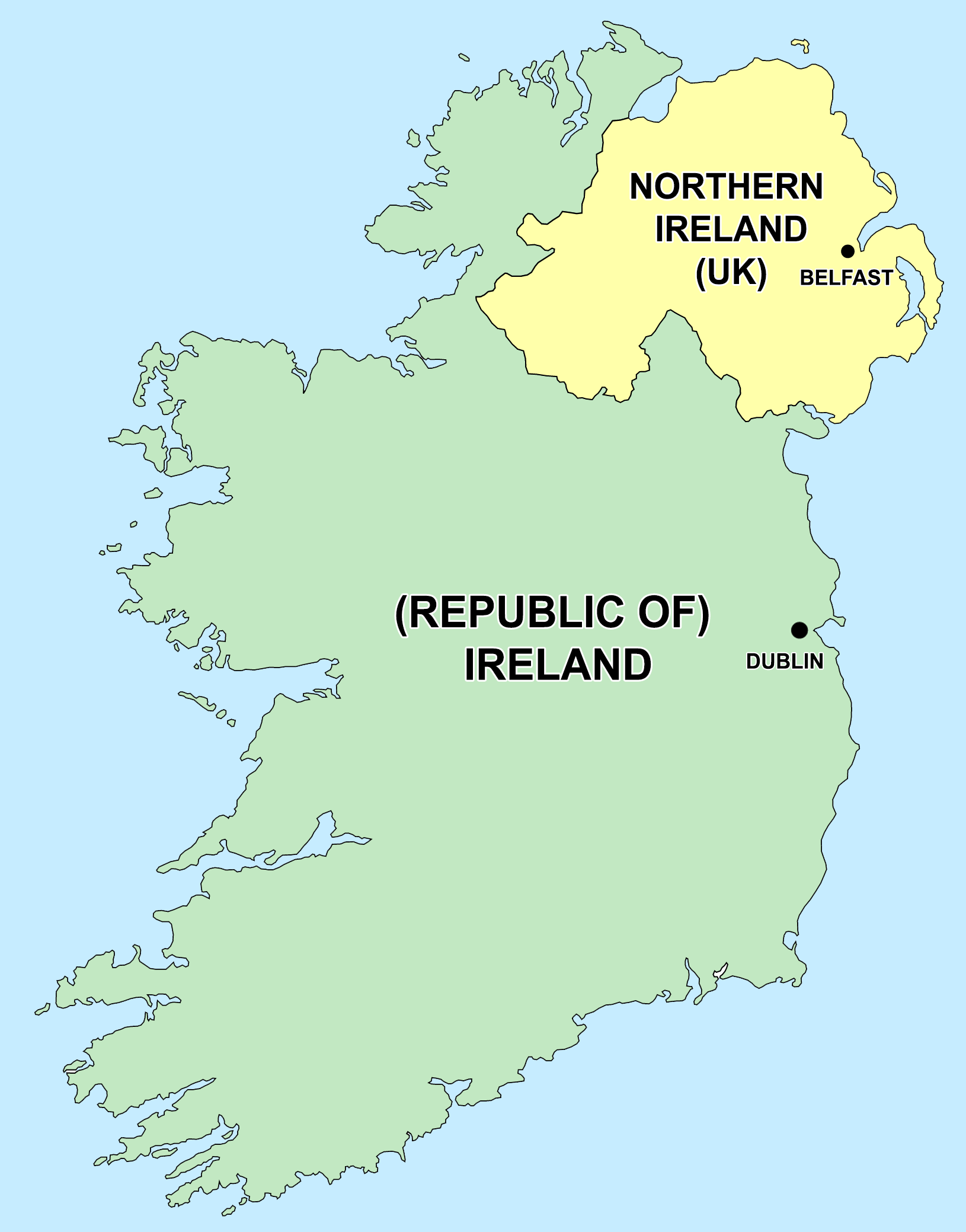
Harta politică a Irlandei

Divizarea Irlandei (în irlandeză críochdheighilt na hÉireann; în engleză Partition of Ireland) a împărțit insula Irlanda în două jurisdicții distincte, Irlanda de Nord și Irlanda de Sud. Ea a avut loc la 3 mai 1921 în baza Legii Guvernării Irlandei din 1920⁠(d). Astăzi, prima dintre acestea este încă cunoscută sub numele de Irlanda de Nord și face parte din Regatul Unit, în vreme ce cea din urmă este acum un stat suveran numit Irlanda și uneori Republica Irlanda. 
Legea din 1920 avea ca scop crearea a două teritorii autonome în Irlanda, ambele rămânând în Regatul Unit. Ea conține și stipulări privind cooperarea dintre cele două teritorii și pentru o viitoare reunificare a Irlandei. Cu toate acestea, în 1922, în urma Războiului de Independență și a Tratatului Anglo-Irlandez, partea sudică a devenit Statul Liber Irlandez, în timp ce Irlanda de Nord și-a exercitat opțiunea de a rămâne în cadrul Regatului Unit. 
De la împărțire, o aspirație esențială a naționaliștilor irlandezi⁠(d) a fost de a înfăptui reunificarea Irlandei⁠(d), un stat independent cuprinzând întreaga insulă. Acest obiectiv este în conflict cu cel al unioniștilor⁠(d) din Irlanda de Nord, care doresc ca această regiune să rămână parte a Regatului Unit. Guvernele irlandez și britanic au convenit, în temeiul Acordului din 1998 de la Belfast, că statutul Irlandei de Nord nu se va schimba fără consimțământul majorității populației sale. În cartea albă privind Brexitul, guvernul Regatului Unit și-a reiterat angajamentul față de acordul de la Belfast. În ceea ce privește statutul Irlandei de Nord, acesta a afirmat că „preferința clar afirmată [a guvernului britanic] este de a menține poziția constituțională actuală a Irlandei de Nord: ca parte a Regatului Unit, dar cu legături puternice cu Irlanda”.

## Procesul de divizare

### Prezentare generală
Ideea de a exclude o parte sau toate comitatele din Ulster de la dispozițiile proiectului de lege a autonomiei a fost pusă în discuție la prima⁠(d) și la a doua lege a autonomiei⁠(d), iar Joseph Chamberlain a cerut în 1892 ca Ulsterul să aibă propriul guvern. Parlamentarul unionist Horace Plunkett⁠(d), care avea să susțină mai târziu autonomia, s-a opus în anii 1890 din cauza pericolului divizării. Excluderea a fost examinată pentru prima dată de cabinetul britanic în 1912, în contextul opoziției unioniștilor din Ulster față de al treilea proiect de lege a autonomiei, care se pregătea atunci. Forța Voluntară din Ulster⁠(d) (UVF) a importat 25.000 de puști și trei milioane de gloanțe din Imperiul German în traficul de arme din Larne⁠(d) din aprilie 1914 și au existat temeri că adoptarea legii autonomiei ar putea declanșa un război civil în Ulster. Incidentul Curragh⁠(d) din 20 martie 1914 determinase deja Westminsterul să creadă că nu se mai poate avea încredere în armata britanică să-și îndeplinească ordinele în Irlanda. Problema divizării a fost principalul punct al discuțiilor de la Conferința de la Palatul Buckingham⁠(d), care a avut loc între 21 și 24 iulie 1914, deși în acel moment se credea că toate cele nouă comitate din Ulster vor fi separate. 
Criza Autonomiei⁠(d) a fost întreruptă de izbucnirea Primului Război Mondial. Westminsterul a adoptat legea autonomiei la 18 septembrie 1914 și a primit imediat consimțământul regal⁠(d), însă implementarea sa a fost amânată simultan printr-o lege de suspendare⁠(d) până la sfârșitul războiului. La vremea respectivă s-a crezut că conflictul va dura doar câteva luni. În urma Rebeliunii de Paști din aprilie 1916, Westminsterul a convocat Convenția Irlandeză⁠(d) în încercarea de a găsi o soluție la chestiunea irlandeză⁠(d); ea s-a ținut în Dublin din iulie 1917 până în martie 1918, încheindu-se cu un raport, susținut de deputații naționaliști și unioniști din sud, care au cerut crearea unui parlament al întregii Irlande format din două camere cu prevederi speciale pentru unioniștii nordici. Raportul a fost însă respins de deputații unioniști din Ulster, iar Sinn Féin nu a participat la procedură, ceea ce a însemnat că Convenția a fost un eșec. Sprijinul pentru republicanismul irlandez⁠(d) crescuse în 1917, când Sinn Féin a câștigat patru alegeri anticipate. Criza Conscripției din 1918⁠(d) a întărit în continuare ascensiunea republicanilor. 
Începând cu 21 ianuarie 1919 cu ambuscada de la Soloheadbeg⁠(d) și de-a lungul Războiului Irlandez de Independență, republicanii irlandezi au încercat să obțină secesiunea Irlandei față de Regatul Unit al Marii Britanii și Irlandei. Între timp, unioniștii irlandezi⁠(d) – dintre care majoritatea trăiau în nord-estul insulei – erau la fel de hotărâți să mențină Uniunea. Guvernul britanic, angajat în implementarea autonomiei, a înființat o comisie a cabinetului sub președinția unionistului din sud Walter Long⁠(d). Comisia Long a recomandat înființarea a două administrații descentralizate⁠(d), împărțind insula în două teritorii: Irlanda de Nord și Irlanda de Sud. Acest lucru a fost pus în aplicare prin legea guvernării Irlandei din 1920⁠(d).  Legea a intrat în vigoare ca fait accompli la 3 mai 1921 și cu condiția ca Irlanda de Nord să fie formată din cele șase comitate nord-estice, în timp ce restul insulei să formeze Irlanda de Sud. Se intenționa ca ambele jurisdicții să primească autonomie, dar să rămână în Regatul Unit. Guvernul Irlandei de Sud nu a funcționat niciodată: războiul pentru independență a continuat până când cele două părți au convenit un armistițiu în iulie 1921, încheindu-se cu Tratatul Anglo-Irlandez la 6 decembrie 1921. 
Un an mai târziu, la 6 decembrie 1922, Statul Liber Irlandez a devenit independent față de Regatul Unit în conformitate cu tratatul, care a căpătat efect legislativ în Regatul Unit prin legea (acordului) Statului Liber Irlandez din 1922⁠(d). Noul stat avea statut de dominion al Imperiului Britanic. 
Conform tratatului, legea guvernării Irlandei a continuat să se aplice în Irlanda de Nord timp de o lună după înființarea Statului Liber, iar Irlanda de Nord putea opta să rămână în continuare în afara Statului Liber, dacă Parlamentul Irlandei de Nord⁠(d) își exprimă în mod expres dorința de a o face într-o notă adresată regelui George al V-lea în decursul acelei luni. Formularea tratatului lăsa impresia că Statul Liber Irlandez ar fi cuprins temporar întreaga insulă a Irlandei, dar legal termenii tratatului au fost aplicați numai în cele 26 de comitate sudice, iar guvernul Statului Liber nu a avut niciodată vreo putere — nici măcar teoretică — în Irlanda de Nord. La 7 decembrie 1922, camerele reunite ale Parlamentului Irlandei de Nord au aprobat a notă adresată lui George al V-lea, solicitând ca teritoriul său să nu fie inclus în Statul Liber Irlandez. Aceasta a fost prezentată regelui în ziua următoare, la 8 decembrie 1922, și a intrat imediat în vigoare, în conformitate cu dispozițiile articolului 12 din legea (acordului) Statului Liber Irlandez din 1922.  După independență, statul sudic a rupt treptat toate legăturile constituționale rămase cu Regatul Unit și cu monarhia britanică⁠(d). În 1937, statul liber a luat numele de „Irlanda” prin noua sa constituție, prin care revendica jurisdicția asupra întregii insule. În 1949 statul a fost declarat republică, în baza Legii Republicii Irlandeze⁠(d). 

### Legea guvernării Irlandei
Legea guvernării Irlandei din 1920⁠(d), care a intrat în vigoare la 3 mai 1921, prevedea parlamente autonome separate pentru Irlanda de Nord (cele șase comitate nord-estice) și Irlanda de Sud (restul insulei), împărțind astfel Irlanda. Instituțiile parlamentare și guvernamentale pentru Irlanda de Nord au fost în curând stabilite, dar în schimb alegerile din cele 26 de comitate⁠(d) au reintrodus o majoritate covârșitoare de membri favorabili Dáil Éireann⁠(d) și susținând efortul republican în Războiul Irlandez de Independență, lăsând conceptul de „Irlanda de Sud” nefuncțional. 

### Tratatul Anglo-Irlandez
Războiul Irlandez de Independență a condus la Tratatul Anglo-Irlandez. Tratatul a intrat în vigoare în Regatul Unit prin legea constituțională a Statului Liber Irlandez din 1922⁠(d), iar în Irlanda prin ratificarea sa de către Dáil Éireann⁠(d). În conformitate cu prima din aceste legi, la ora 13:00, în ziua de 6 decembrie 1922, regele George al V-lea (la o ședință a Consiliului său de Coroană de la Palatul Buckingham) a semnat o proclamație de înființare a noului Stat Liber Irlandez.
Tratatul și legile care l-au implementat au permis Irlandei de Nord să se separe de Statul Liber Irlandez. În conformitate cu articolul 12 din tratat, Irlanda de Nord putea să-și exercite opțiunea de a fi exclusă, prezentând regelui o notă în care solicita să nu facă parte din Statul Liber Irlandez. Odată ce tratatul a fost ratificat, camerele Parlamentului Irlandei de Nord⁠(d) aveau termen o lună (numită luna Ulsterului) să exercite această opțiune de ieșire, timp în care dispozițiile legii guvernării Irlandei continuau să se aplice în Irlanda de Nord. 

### Irlanda de Nord cere excluderea
Tratatul „a trecut prin propunerile de includere a Irlandei de Nord în Statul Liber Irlandez oferindu-i în același timp posibilitatea de a renunța”. Era sigur că Irlanda de Nord își va exercita această opțiune. Prim-ministrul Irlandei de Nord⁠(d), James Craig⁠(d), vorbind în Camera Comunelor din Irlanda de Nord⁠(d) în octombrie 1922, a declarat că „când va trece data de 6 decembrie, va începe luna în care va trebui să alegem fie să ieșim, fie să rămânem în statul liber”. El a spus că este important ca această alegere să fie făcută cât mai curând posibil după 6 decembrie 1922 „ca să nu ajungă în lume vorba că am fi șovăit măcar puțin”. În ziua următoare, 7 decembrie 1922, Parlamentul Irlandei de Nord a decis să transmită regelui următoarea notă, proclamând dorința de a fi exclusă din Statul Liber Irlandez: 
„PREA MILOSTIV SUVERAN, Noi, cei mai credincioși și loiali supuși ai Majestății Voastre, senatorii și deputații Irlandei de Nord adunați în Parlament, aflând de adoptarea legii constituționale a Statului Liber Irlandez, 1922, ca lege a Parlamentului, de ratificare a articolelor de Acord între Marea Britanie și Irlanda, prin această umilă notă, rugăm Majestatea Voastră ca puterile Parlamentului și Guvernului Statului Liber Irlandez să nu se extindă și asupra Irlandei de Nord.”
 Discuțiile din Parlament au fost scurte. Craig a plecat spre Londra cu memorialul ce cuprindea nota pe vaporul de noapte din seara aceea, 7 decembrie 1922. Regele George al V-lea a primit-o a doua zi, iar The Times relata: 
„YORK COTTAGE, SANDRINGHAM, DEC. 8. Contele de Cromer⁠(d) (Lordul șambelan⁠(d)) a fost primit în audiență de Rege în această seară și a prezentat o adresă din partea Parlamentului Irlandei de Nord, căreia Majestatea Sa cu grație și plăcere a dat răspuns.”
Dacă Camerele Parlamentului Irlandei de Nord nu ar fi făcut o astfel de declarație, în conformitate cu articolul 14 din Tratat, Irlanda de Nord, parlamentul și guvernul său ar fi continuat să existe, dar Oireachtas ar fi avut competența de a legifera pentru Irlanda de Nord în chestiuni care nu erau delegate Irlandei de Nord, în temeiul legii guvernării Irlandei. Acest lucru nu s-a întâmplat niciodată. La 13 decembrie 1922, Craig s-a adresat parlamentului Irlandei de Nord, informându-l că regele a răspuns la nota Parlamentului după cum urmează: 
„Am primit adresa prezentată mie de ambele Camere ale Parlamentului Irlandei de Nord ca urmare a Articolului 12 al Articolelor de Acord stabilite în Legea Programului pentru Statul Liber Irlandez, 1922, și a Secțiunii 5 a Legii Constituționale a Statului Liber Irlandez, 1922, și am aranjat ca miniștrii și Guvernul Statului Liber Irlandez sa fie informați.”

## Context

### 1886-1914

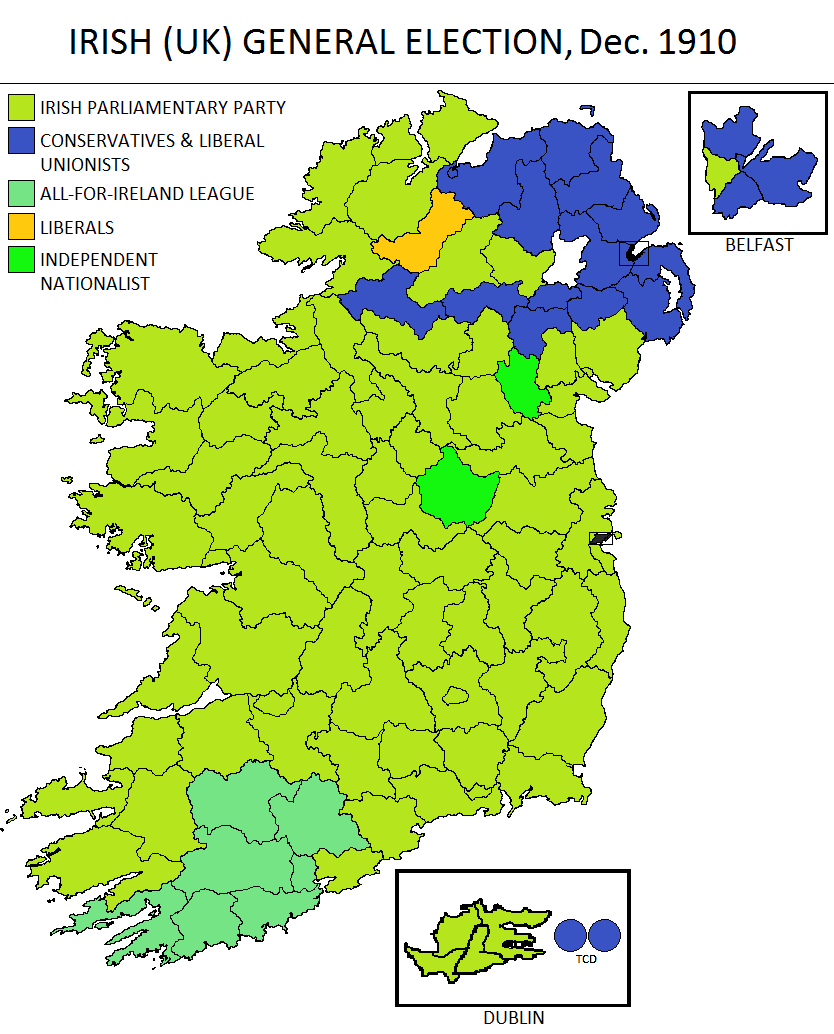
Rezultatele care prezintă o mare majoritate favorabilă

La alegerile generale din 1885 din Regatul Unit⁠(d), Partidul Parlamentar Irlandez⁠(d), naționalist, deținea puterea de a forma o majoritate în Camera Comunelor și a intrat într-o alianță cu liberalii⁠(d). Liderul său, Charles Stewart Parnell⁠(d) l-a convins pe William Gladstone să introducă prima lege de autonomie a Irlandei⁠(d) în 1886. Imediat, s-a creat un Partid Unionist Irlandez⁠(d) care a organizat demonstrații în Belfast⁠(d) împotriva legii, temându-se că separarea de Marea Britanie ar aduce declinul industrial⁠(d) și persecuția religioasă a protestanților de către guvernul irlandez dominat de romano-catolici. Politicianul conservator englez Lord Randolph Churchill declara: „trebuie jucată cartea Portocalie”, exprimat mai târziu în sloganul popular „Autonomia înseamnă domnia Romei” (în engleză Home Rule means Rome Rule).
În multe regiuni rurale ale Irlandei, se desfășura un „război al pământului⁠(d)” (1879-1890), susținut de mulți naționaliști, care a condus la violențe sporadice. Legea reprezentării poporului din 1884⁠(d) a lărgit dreptul de vot, iar mulți proprietari, în special unioniști, s-au îngrijorat că interesele lor vor fi reduse de o nouă clasă politică irlandeză. 
Deși proiectul de lege a fost respins, Gladstone a rămas neînduplecat și a introdus o a doua propunere de lege a autonomiei Irlandei⁠(d) în 1892 care a trecut de Camera Comunelor. Însoțit de proteste unioniste de masă similare, Joseph Chamberlain a cerut un guvern provincial (separat) pentru Ulster chiar înainte ca proiectul de lege să fie respins de Casa Lorzilor. Gravitatea situației a fost evidențiată atunci când unioniștii irlandezi din întreaga insulă s-au adunat la convențiile din Dublin și Belfast pentru a se opune atât legii, cât și divizării propuse.
Când, în 1910, Partidul Irlandez a căpătat din nou rolul de a înclina echilibrul puterii în Camera Comunelor, HH Asquith a introdus un al treilea proiect de lege a autonomiei în 1912. Unioniștii au adoptat poziții similare cu cele din 1886 și 1893. Având în vedere faptul că dreptul de veto al Camerei Lorzilor fusese eliminat prin legea parlamentului din 1911⁠(d), și cu perspective clare ca autonomia să fie aprobată, loialiștii din Ulster au înființat Voluntarii Ulsterului⁠(d) în 1912 (în 1913 reorganizați într-o Forță Voluntară a Ulsterului —UVF), pentru a se opune aplicării legii (și la ceea ce ei au numit „Coerciția Ulsterului”) și au amenințat că vor înființa un guvern provizoriu al Ulsterului. 
În timp ce legea autonomiei era încă în dezbatere, la 20 martie 1914, mulți ofițeri ai Armatei Britanice au amenințat cu demisia în ceea ce a devenit cunoscut sub numele de „Incidentul Curragh⁠(d)” (cunoscut și ca „The Curragh Mutiny” — Răzvrătirea de la Curragh), refuzând să fie mobilizați pentru a pune în aplicare legea Ulsterului. Acest lucru a însemnat că guvernul britanic putea să adopte legea autonomiei, dar că nu era sigur că ea ar fi putut fi implementată. Acest lucru a condus la o propunere de modificare a legii prin care Ulsterul să fie exclus de la aplicarea ei pe o perioadă nedeterminată, iar noua frică de război civil (între unioniști și naționaliști, care formaseră și ei voluntarii irlandezi⁠(d) ca răspuns la formarea UVF) în Irlanda a condus la Conferința de la Palatul Buckingham⁠(d) din iulie. 

### 1914-1922

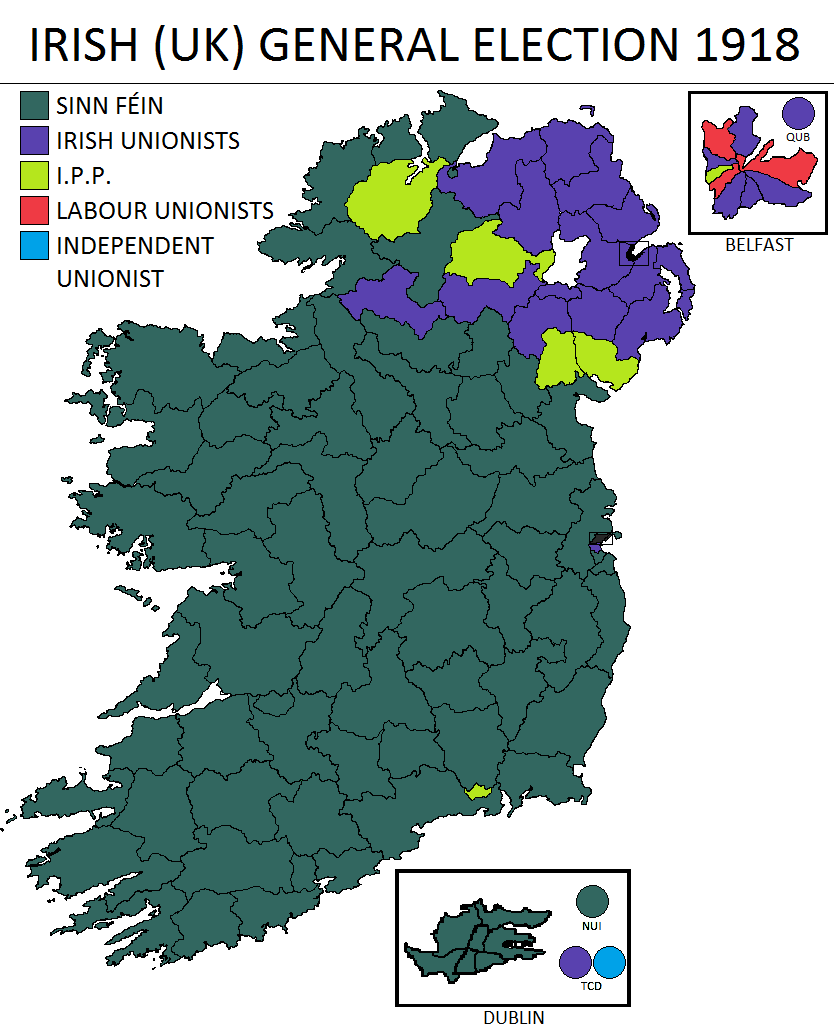
Rezultatul alegerilor generale din 1918 din Irlanda arătând prăbușirea Partidului Parlamentar Irlandez și creșterea dramatică a susținerii pentru Sinn Féin care înainte nu avea niciun loc în legislativ.

Legea autonomiei a fost publicată în monitorul oficial cu consimțământ regal⁠(d) în septembrie 1914 (deși proiectul de modificare a fost abandonat), dar, din cauza Primului Război Mondial, aplicarea ei a fost suspendată timp de un an sau pe durata a ceea ce era de așteptat să fie un război scurt. Intenția era de a acorda autonomie întregii insule Irlanda ca o singură jurisdicție sub administrația Dublinului, dar versiunea finală adoptată în 1914 a inclus o clauză de modificare pentru șase comitate din Ulster care să rămână sub administrația Londrei pentru o perioadă de probă propusă de șase ani, clauză asupra căreia nu se căzuse încă de acord. John Redmond, liderul Partidului Parlamentar Irlandez⁠(d) a acceptat cu întârziere aceasta, ca un compromis în vederea pacificării unioniștilor din Ulster și evitării războiului civil. 
În 1917-18, Convenția Irlandeză⁠(d) a încercat să hotărască ce fel de autonomie ar urma să primească după Primul Război Mondial. Politicienii unioniști și naționaliști s-au întâlnit într-un forum comun pentru ultima oară înainte de divizare. Unioniștii din Ulster preferau să rămână în Regatul Unit; partidele naționaliste autonomiste și unioniștii sudici⁠(d) au contestat împărțirea. Partidul Sinn Féin, aflat în creștere a adeziunilor, a refuzat să participe. 
La scurt timp după terminarea războiului, Sinn Féin a câștigat majoritatea covârșitoare a locurilor în Parlamentul irlandez în alegerile generale din Regatul Unit din 1918, iar în ianuarie 1919 membrii Sinn Féin au proclamat unilateral o Republică Irlandeză independentă (pe toată insula). Unioniștii au câștigat însă majoritatea locurilor în patru din cele nouă comitate din Ulster și și-au afirmat loialitatea față de Regatul Unit. În urma Conferinței de Pace de la Paris, în septembrie 1919, Lloyd George a însărcinat Comisia Long sa implementeze angajamentul Marii Britanii de a introduce autonomia, pe baza politicii lui Walter Long⁠(d) și a unora din constatările Convenției Irlandeze⁠(d). Rezultatul a fost să fie două jurisdicții irlandeze autonome, iar în noiembrie 1920 a fost adoptată legea guvernării Irlandei din 1920⁠(d). Drept urmare, în aprilie 1921 insula a fost împărțită în Irlanda de Nord și de Sud. 
La 5 mai 1921, liderul unionist din Ulster, Sir James Craig,⁠(d) s-a întâlnit în secret cu președintele Sinn Féin Éamon de Valera lângă Dublin. Fiecare și-a reafirmat poziția și nu s-a convenit nimic nou. Pe 10 mai, De Valera a spus Dáilului că întâlnirea „nu a avut nicio semnificație”. În iunie 1921, cu puțin timp înainte de armistițiul care a pus capăt războiului anglo-irlandez, David Lloyd George l-a invitat pe președintele de Valera să discute la Londra pe picior de egalitate cu noul prim-ministru al Irlandei de Nord⁠(d), James Craig, iar de Valera a onorat invitația. Politica lui de Valera în negocierile care au urmat a fost că viitorul Ulsterului este o problemă britanico-irlandeză care urma să fie rezolvată între două state suverane și că Craig nu ar trebui să participe. După ce armistițiul a intrat în vigoare la 11 iulie, Lloyd George i-a explicat lui de Valera că „realizarea unei republici prin negocieri este imposibilă”.
 

La 20 iulie, Lloyd George i-a spus lui de Valera și că: 
„Forma în care va intra în vigoare înțelegerea va depinde de Irlanda însăși. Trebuie să permită deplina recunoaștere a puterilor existente și a privilegiilor Parlamentului Irlandei de Nord, care nu pot fi abrogate decât cu consimțământul lui. Din partea sa, Guvernul Britanic întreține o speranță sinceră că necesitatea cooperării armonioase între irlandezii de toate clasele și credințele va fi recunoscută în toată Irlanda, și că vor saluta ziua când astfel se va ajunge la unitate. Dar nicio astfel de acțiune comună nu poate fi asigurată prin forță.”
 De Valera i-a răspuns: 
„Dorim din tot sufletul să contribuim la o pace de durată între popoarele celor două insule, dar nu vedem nicio cale prin care putem ajunge la ea dacă refuzați Irlandei esențiala ei unitate și puneți deoparte principiul autodeterminării naționale.”
Tratatul ratificat în decembrie 1921–ianuarie 1922 a permis o retrasare a frontierei comune de către o comisie de frontieră⁠(d). Irlanda de Nord urma să fie considerată ca făcând parte din Statul Liber Irlandez la momentul când va fi acesta înființat, însă Parlamentul său urma să aibă dreptul de a vota separarea în termen de o lună, așa-numita „lună a Ulsterului”.

### Obiecțiile unioniștilor față de Tratatul Anglo-Irlandez
Sir James Craig⁠(d), prim-ministrul Irlandei de Nord, s-a opus unor aspecte ale Tratatului Anglo-Irlandez. Într-o scrisoare adresată lui Austen Chamberlain la 14 decembrie 1921, el afirma:
„Protestăm din nou față de intenția declarată a guvernului dumneavoastră de a pune Irlanda de Nord automat în cadrul Statului Liber Irlandez. Aceasta nu doar contravine angajamentului dumneavoastră din declarația convenită de noi la 25 noiembrie, ci este împotriva principiilor generale ale Imperiului privind libertățile populare. Este adevărat că Ulsterul a primit dreptul de a ieși din înțelegere, dar nu poate face acest lucru decât după includerea automată în Statul Liber Irlandez. Este o totală inversare a politicii Cabinetului Britanic exprimată în cuvântarea Regelui de la deschiderea parlamentului nord-irlandez și în corespondența publicată a premierului cu de Valera. Acea politică a fost ca Ulsterul să rămână exclus până când va alege din proprie inițiativă să intre într-un parlament al întregii Irlande. Nu s-a încercat să se dea nicio explicație ori justificare pentru această uluitoare schimbare. Nu putem decât să bănuim că este o capitulare față de revendicările Sinn Fein ca delegații lor să fie recunoscuți ca reprezentanți ai întregii Irlande, o revendicare pe care nu o putem admite nici pentru un singur moment...[În ce privește referirile la Belfast Lough⁠(d) din Tratatul Anglo-Irlandez, Craig a continuat]...Ce drept are Sinn Fein să fie parte la un acord privind apărarea Belfast Lough, care atinge doar comitatele loiale Antrim și Down.... Principiile Legii din 1920 au fost complet încălcate, Statul Liber Irlandez fiind ușurat de multe din responsabilitățile sale față de Imperiu. Sinn Fein primește un avantaj financiar care îl va ușura considerabil de povara purtată de Ulster și de celelalte părți ale Regatului. Ulsterul poate obține asemenea concesiuni numai subordonându-se inițial Sinn Feinului.... În ciuda îndemnurilor adresate Ulsterului, suntem convinși că nu este în interesul Marii Britanii sau Imperiului ca Ulsterul să se subordoneze Sinn Feinului. Gândim cu bucurie că hotărârea noastră va scoate în evidență necesitatea de a mutila Union Jack.
”

### Obiecțiile naționaliștilor față de Tratatul Anglo-Irlandez
Michael Collins a negociat tratatul și a obținut aprobarea lui de către cabinet, de către Dáil (la 7 ianuarie 1922, cu un vot de 64-57), și de către popor în alegerile naționale. Cu toate acestea, el era inacceptabil pentru Éamon de Valera, care a dus Războiul Civil Irlandez pentru a-l opri. Collins a fost principalul responsabil cu redactarea constituției noului Stat Liber Irlandez, pe baza angajamentului față de democrație și de guvernare a majorității.
Minoritatea lui de Valera a refuzat să se considere obligată să respecte rezultatul. Collins a devenit acum figura dominantă în politica irlandeză, de Valera rămânând pe din afară. Principalul litigiu era concentrat asupra statutului de dominion (statut reprezentat de jurământul de credință și loialitate) al Irlandei de Sud, în loc de cel de republică independentă cuprinzând toată Irlanda, dar divizarea continuă a fost o problemă importantă pentru ulstereni, precum Seán MacEntee⁠(d), care s-a pronunțat ferm împotriva împărțirii sau redivizării de orice fel. Partea pro-tratat a susținut că comisia de frontieră propusă ar satisface majoritatea de fiecare parte a viitoarei frontiere și a considerat că Consiliul Irlandei⁠(d) (așa cum imagina legea de autonomie din 1920) va duce la unitate prin consimțământ pe termen mai lung. 
De Valera își redactase propriul text preferat pentru tratat în decembrie 1921, cunoscut sub numele de „Documentul nr. 2”. Un „Addendum Nord-Est Ulster” indică faptul că el a acceptat, pentru moment, divizarea din 1920, precum și restul textului tratatului, așa cum a fost semnat în ceea ce privește Irlanda de Nord:
„Că, refuzând să admită dreptul oricărei părți a Irlandei de a fi exclusă de sub autoritatea supremă a Parlamentului Irlandei, sau că relațiile între Parlamentul Irlandei și orice legislativ subordonat din Irlanda poate fi subiectul unui tratat cu un Guvern din afara Irlandei, cu toate acestea, din dorința sinceră de pace internă, și pentru a face cunoscută dorința de a nu face ca forța sau constrângerea să își lase urma asupra oricărei părți substanțiale a provinciei Ulster, ai cărei locuitori ar putea acum să refuze să accepte autoritatea națională, suntem pregătiți să acordăm acelei porțiuni a Ulsterului care este definită drept Irlanda de Nord în Legea Britanică pentru Guvernarea Irlandei din 1920, privilegii și mecanisme de siguranță nu mai puțin substanțiale ca cele furnizate în «Articolele de Acord pentru un Tratat» între Marea Britanie și Irlanda semnat la Londra la 6 decembrie 1921.”

## Detalii ale divizării

### Dezbaterea despre luna Ulsterului
Așa cum s-a descris mai sus, în cadrul tratatului se prevedea ca Irlanda de Nord va avea termen o lună — „Luna Ulsterului” — în decursul căreia Camerele Parlamentului său vor putea renunța la apartenența la Statul Liber Irlandez. Tratatul nu era clar dacă luna începe să curgă de la data ratificării tratatului anglo-irlandez (în martie 1922, prin legea (acordului) Statului Liber Irlandez) sau data la care este aprobată Constituția Statului Liber Irlandez și se înființează statul (6 decembrie 1922). Această chestiune a făcut obiectul unor dezbateri. 
Atunci când proiectul de lege a (acordului) Statului Liber Irlandez a fost dezbătut la 21 martie 1922, au fost propuse amendamente care ar fi prevăzut că Luna Ulsterului va curge de la data adoptării legii (acordului) Statului Liber Irlandez și nu de la legea care va constitui Statul Liber Irlandez. În esență, cei care au depus amendamentele au dorit să devanseze luna în care Irlanda de Nord să poată să-și exercite dreptul de a nu fi inclusă în Statul Liber Irlandez. Ei au justificat acest punct de vedere pe baza faptului că, dacă Irlanda de Nord ar putea să-și exercite opțiunea de a renunța la o dată anterioară, acest lucru ar ajuta la rezolvarea oricărei stări de neliniște sau probleme la noua frontieră irlandeză⁠(d). Vorbind în Camera Lorzilor, marchizul de Salisbury⁠(d) a susținut:
„Dezordinea [din Irlanda de nord] este extremă. Cu siguranță, Guvernul nu va refuza să facă o concesie care să facă ceva... pentru a atenua sentimentul de iritare care există de partea de graniță a Ulsterului.... la adoptarea Legii, Ulsterul va fi, oficial, parte a Statului Liber. Fără îndoială, Statului Liber nu i se va permite, în conformitate cu prevederile legii, să exercite vreo autoritate asupra Ulsterului; dar, oficial, Ulsterul va fi o parte a Statului Liber.... Nimic nu va face mai mult pentru a intensifica sentimentul din Ulster ca plasarea sa, chiar și vremelnică, în Statul Liber pe care îl detestă. În afară de aceasta, există frământări în Ulster în general și frământările specifice zonei care face subiectul delimitării.... Nu trebuie să amintesc domniilor voastre că zona în chestiune, deși conform Guvernului Majestății Sale, este mică, ea este, după părerea conducătorilor Statului Liber, una foarte mare.”
Guvernul britanic a considerat că Luna Ulsterului ar trebui să curgă de la data înființării Statului Liber Irlandez și nu mai devreme, vicontele Peel⁠(d) remarcând din partea guvernului:
„Guvernul Majestății Sale nu a dorit să presupună că este sigur că, la prima ocazie, Ulsterul va cere să iasă. Nu au dorit să spună că Ulsterul nu va avea nicio ocazie de a privi întreaga Constituție a Statului Liber după ce a fost întocmită înainte de a hotărî dacă va ieși sau nu.”
Vicontele Peel a continuat spunând că guvernul a dorit să nu existe nicio ambiguitate și ar adăuga o prevedere la proiectul de lege a (acordului) Statului Liber Irlandez care prevede că Luna Ulsterului va curge de la adoptarea legii de constituire a Statului Liber Irlandez. El a explicat în continuare că membrii Parlamentului Irlandei de Sud⁠(d) au fost de acord să adopte această interpretare. El a menționat că a primit de la Arthur Griffith⁠(d) scrisoarea următoare din data de : 
„Plenipotențiarii irlandezi și miniștrii Guvernului Provizoriu susțin că este în acord strict cu interpretarea Tratatului ca luna în care Ulsterul de Nord-Est să-și exercite opțiunea să înceapă de la data adoptării Legii [ratificarea Tratatului Anglo-Irlandez prin care se întemeia Statul Liber Irlandez], dar cu toate acestea ei recunosc că se pot aduce argumente puternice cum că ar fi mai indicat ca Ulsterul de Nord-Est să ia în calcul Constituția Statului Liber Irlandez înainte de a-și exercita opțiunea, și sunt dispuși să renunțe la această interpretare, și să accepte ca luna [Ulsterului] să înceapă de la data adoptării formale a Constituției [Statului Liberi Irlandez].”
Lordul Birkenhead remarca în dezbaterea lorzilor:
„M-aș fi gândit, oricât de puternic ar fi îmbrățișată cauza Ulsterului, că ar fi considerat o nedreptate intolerabilă ca, înainte de a se retrage definitiv și irevocabil din Constituție, să nu poată vedea Constituția din care se retrage.”
La data de 7 decembrie 1922, a doua zi după constituirea Statului Liber Irlandez, Camera Comunelor din Irlanda de Nord⁠(d) a dezbătut o adresă a lui Sir James Craig către regele George al V-lea, solicitând: „... ca puterile Parlamentului și ale Guvernului Statul Liber irlandez să nu se mai extindă și asupra Irlandei de Nord”. Nu s-a cerut nicio modificare și niciun vot asupra acestei note, care a fost descrisă ca fiind legea constituțională și a fost apoi aprobată de Senatul Irlandei de Nord⁠(d).

### Înființarea posturilor vamale
În timp ce Statul Liber Irlandez era înființat la sfârșitul anului 1922, Comisia de Frontieră prevăzută de tratat trebuia să se întrunească abia în 1924. Lucrurile nu au rămas pe loc în acest răstimp. În aprilie 1923, la doar patru luni după independență, statul liber irlandez a pus bariere vamale la frontieră. Acesta a fost un pas semnificativ în consolidarea frontierei:
„Trecerea timpului asigura că Frontiera capătă inerție. Deși poziția sa finală era pe plan secundar, dimensiunea ei funcțională era subliniată de Statul LIber prin impunerea unei bariere vamale din aprilie 1923.”

### Comisia de frontieră 1922-25
Tratatul Anglo-Irlandez conținea o dispoziție care stabilea o comisie de frontieră, care să ajusteze granița trasată în 1920. Majoritatea liderilor Statului Liber, atât pro-, cât și contra-tratat, au presupus că comisia va plasa zonele în mare parte naționaliste, cum ar fi comitatul Fermanagh, comitatul Tyrone, Londonderry de sud, Armagh de Sud și Down de Sud împreună cu orașul Derry în granițele Statului Liber, și că restul Irlandei de Nord nu va fi viabil din punct de vedere economic și că va opta, în cele din urmă, să se unească cu restul insulei. În acest caz, decizia comisiei a fost luată în locul ei de acordul interguvernamental din 3 decembrie 1925, care a fost publicat mai târziu în acea zi de Stanley Baldwin. Ca urmare, raportul Comisiei nu a fost publicat. 
Dáil a votat pentru aprobarea acordului, printr-un act adițional, la 10 decembrie 1925 cu un vot de 71-20.

### Împărțirea apelor teritoriale

#### Context
Împărțirea apelor teritoriale între Irlanda de Nord și Statul Liber Irlandez a fost o chestiune persistentă de controverse mai mulți ani. Articolul 1(2) din legea din 1920 a guvernării Irlandei definea teritoriile respective ale Irlandei de Nord și Irlandei de Sud după cum urmează:
„...Irlanda de Nord va consta din comitatele parlamentare Antrim, Armagh, Down, Fermanagh, Londonderry and Tyrone, și din burgurile parlamentare Belfast și Londonderry, iar Irlanda de Sud va consta din restul Irlandei necuprinzând sus-numitele comitate și burguri parlamentare.”
La momentul legii respective, Irlanda de Nord și Irlanda de Sud urmau să rămână părți ale Regatului Unit. Poate din această cauză legea nu aborda în mod explicit problema apelor teritoriale, deși secțiunea 11(4) prevedea că nici Irlanda de Sud, nici Irlanda de Nord nu vor avea competența de a face legi cu privire la „faruri, geamanduri sau balize (cu excepția măsurii în care acestea pot fi construite sau întreținute în conformitate cu orice lege generală a Parlamentului Regatului Unit de către o autoritate portuară locală”). 
Atunci când teritoriul care fusese Irlanda de Sud a devenit un dominion autonom separat în afara Regatului Unit, sub numele de Statul Liber Irlandez, statutul apelor teritoriale a luat în mod natural o semnificație pe care nu o avusese înainte. Unioniști din Irlanda de Nord erau conștienți de această chestiune de la început. Ei erau dornici să lămurească cât se poate de limpede că apele teritoriale din jurul Irlandei de Nord nu aparțin Statului Liber Irlandez. În această privință, Sir James Craig⁠(d), prim-ministrul Irlandei de Nord⁠(d), a pus următoarea întrebare în Camera Britanică a Comunelor, la 27 noiembrie 1922 (în luna dinaintea înființării Statului Liber Irlandez):
„O altă chestiune importantă pe marginea căreia aș dori să fac o declarație despre intențiile Guvernului, este în ce privește apele teritoriale ce înconjoară Ulsterul. Conform Legii din 1920, zonele predate Guvernelor Irlandei de Nord și, respectiv, Irlandei de Sud, au fost definite ca cele șase comitate parlamentare ale Irlandei de Nord și cele douăzeci și șase de comitate parlamentare ale Irlandei de Sud. Înțeleg că există considerabile îndoieli în mințile avocaților și ale altora dacă aceste comitate parlamentare poartă cu ele și apele teritoriale obișnuite, până la trei mile de țărm. S-a afirmat în umele cercuri că comitatele parlamentare se extind doar până la semnul de ape mici. Aceasta pune la încercare mințile mltor oameni din Ulster, și mă voi bucura dacă Guvernul va informa Camera în timp util care este opinia sa pe marginea subiectului și ce pași se fac pentru a se clarifica.... Să înțeleg că ofițerii de drept au luat chestiunea în calcul, și că au luat o hotărâre în favoarea teoriei conform căreia apele teritoriale merg împreună cu comitatele care au fost incluse în cele șase comitate ale Irlandei de Nord?”
Drept răspuns, procurorul general, Sir Douglas Hogg⁠(d), a declarat că „am luat în considerare această întrebare și am dat o părere că așa este [adică, apele teritoriale merg împreună cu comitatele]”.

#### Apariția disputelor
S-a ivit o dispută deosebită între guvernul Statului Liber irlandez, pe de o parte, și guvernele Irlandei de Nord și Regatului Unit, pe de altă parte, față de apele teritoriale din Lough Foyle⁠(d). Lough Foyle se află între comitatul Londonderry din Irlanda de Nord și comitatul Donegal din Statul Liber Irlandez. Un caz în instanță din Statul Liber din 1923 privind drepturile de pescuit din Lough Foyle susținea că apele teritoriale ale Statului Liber duc până la țărmul comitatului Londonderry. În 1925, președintele curții supreme a Statului Liber Irlandez⁠(d), Hugh Kennedy⁠(d), l-a sfătuit pe președintele Consiliului Executiv al Statului Liber Irlandez⁠(d), WT Cosgrave⁠(d), după cum urmează: 
„
A Uachtaráin, A Chara dhílis,
Am văzut într-un ziar alaltăieri o referire la revendicare nordicilor cum că lor li se cuvine întregul Lough Foyle. M-am gândit să vă dau de veste ca să nu se piardă din vedere chestiunea jurisdicției teritoriale în ce privește apele. Vă veți aminti că s-a discutat argumentul că Irlanda de Nord constă din anumite comitate parlamentare și că Statul Liber constă din restul Irlandei, definită astfel de Legea Guvernării Irlandei, 1920; și vă veți aminti că întotdeauna am susținut că această definiție ne dă întregul țărm care înconjoară țara, împreună cu estuarele pe care noi și Irlanda de Nord le atingem.
În măsura în care înțeleg — dar nu am putut niciodată găsi ceva clar — această idee exista la Londra pe la începutul lui 1922, și a fost gândită, cred, de primii ofițeri de drept care au abordat problema noastră. Ca urmare mi s-a spus, dar numai prin aluzii, că ofițerii de drept au dat o opinie categorică contrară. Știu că redactorii parlamentari au ezitat în chestiune și s-au agitat până când au primit opinia ulterioară.
Nu ar trebui clarificat la Comisia de Frontieră că noi considerăm că avem deja în Statul Liber întreaga Irlandă cu excepția teritoriului reprezentat de zonele parlamentare ale celor Șase Comitate? Încercarea de a captura Lough Foyle ar fi foarte gravă.
Mise do chara,
(HUGH KENNEDY) Chief Justice”
În 1927, pescuitul ilegal din Lough Foyle a devenit atât de grav încât prim-ministrul Irlandei de Nord, James Craig, a intrat în corespondență cu omologul său din Statul Liber, WT Cosgrave. Craig i-a indicat lui Cosgrave că el propune să se introducă un proiect de lege care să confere Conetabilatului Regal din Ulster⁠(d) puterea de a opri și de a percheziționa nave în Lough Foyle. Cosgrave a afirmat că tot Lough Foyle era teritoriu al Statului Liber și că un astfel de proiect de lege ar fi respins de Statul Liber și introducerea acestuia ar crea o „situație foarte gravă”. Cosgrave a ridicat apoi problema cu guvernul britanic. 
În 1936, în Dáil Éireann, ministrul afacerilor externe a fost întrebat dacă intenționa să ia vreo măsură pentru a proteja și menține drepturile de pescuit în anumite părți din Lough Foyle, revendicate și de care se bucurau cetățeni ai Statului Liber. Vicepreședintele a răspuns, observând că în ultimii ani a existat o corespondență între cele două guverne. El a rezumat poziția ca fiind în prezent: 
„Chestiunea, așadar, este după cum urmează. Guvernul Saorstát Éireann este încă dispus să facă aranjamente administrative temporare pentru conservarea ordinii în apele Lough Foyle în așteptarea rezolvării disputei de pescuit și fără a afecta chestiunea generală a jurisdicției. Dar refuzăm să acceptăm oricare din condițiile pe care Guvernul Britanic încearcă să le impună drept condiție precedentă pentru aceste aranjamente. Refuzăm, adică, (1) să ne angajăm să supunem disputa internațională privind jurisdicția noastră în zona Lough Foyle unui tribunal al Commonwealth-ului Britanic și (2) să convenim un acord privind diputa de pescuit în sine, care sa aducă prejudicii chestiunii din acea dispută sau care să îndepărteze dreptul legal al oricărui cetățean al Saorstát Éireann de a pune la încercare revendicările Societății Irlandeze sau concesionarilor săi în instanțele acestei țări.”
Ministrul a fost criticat de politicienii de opoziție pentru nehotărârea generală a guvernului său cu privire la chestiunea dacă Statul Liber Irlandez ar trebui să rămână parte a Commonwealth-ului Britanic, un purtător de cuvânt susținând că acesta ar fi fost motivul pentru care guvernul a avut astfel de dificultăți cu prima precondiție a guvernului britanic.

#### Al Doilea Război Mondial
Odată cu căderea Franței în 1940, Amiralitatea Britanică a ordonat ca convoaiele să fie redirecționate prin zonele nord-vestice, ceea ce le-ar fi dus în jurul coastei de nord și prin Canalul de Nord până în Marea Irlandei. Cu toate acestea, escortarea acestor convoaie a ridicat o problemă: a devenit imperativ să se stabilească o bază de escortă cât mai spre vestul Regatului Unit cu putință. O locație era evidentă: Lough Foyle. Cu toate acestea, rămăsese neclar unde se află frontiera între Regatul Unit și Irlanda în Lough Foyle. La 31 august 1940, Sir John Maffey⁠(d), reprezentantul Regatului Unit la guvernul irlandez, a scris la Oficiului Dominioanelor din Londra că:
„folosirea de către Amiralitate a Lough Foyle trebuie să fie de acum constantă, dar pentru moment pe scară limitată, pentru a fi stabilit în cât mai multă liniște cu putință. Înclinația mea este de a nu întreprinde nicio comunicație pe acest subiect cu Guvernul Eire, de a aștepta evenimentele pentru a le spune când și dacă se dorește utilizare pe scară mare. Deocamdată în ce privește utilizarea navală se pare că avem argumente bune.”
În septembrie 1940, Maffey s-a adresat secretarului irlandez al afacerilor externe, Joseph Walshe, pentru a-l informa despre „intenția de creștere a numărului ambarcațiunilor ușoare” în Lough Foyle. Royal Navy a intensificat utilizarea Lough Foyle în primele luni ale anului 1941. Ea a rămas însă îngrijorată că ar putea fi dificilă utilizarea acesteia de către ea pe motiv că navele care navighează pe râu spre Lisahally și Londonderry ar putea să încalce neutralitatea irlandeză. Dacă granița ar fi urmat linia mediană din Lough Foyle, atunci canalul ar putea fi considerat în apele irlandeze, deoarece „se află aproape de țărmul Eire”. La jumătatea lunii noiembrie 1941, avizele juridice ale avocaților de la Societatea Irlandeză au fost prezentate Royal Navy. Viziunea Societății Irlandeze era că întregul Lough Foyle face parte din comitatul Londonderry și, prin urmare, granița nu putea fi linia mediană a lui Lough Foyle. Marina Regală a continuat să folosească noua sa bază pe Foyle până în 1970.

#### Considerațiile cabinetului britanic din 1949
La o reuniune a cabinetului britanic din 22 noiembrie 1948 s-a decis crearea unui grup de lucru pentru a „[lua în considerare] ce măsuri ar putea fi luate de Guvernul Regatului Unit ca urmare a încetării statutului Éire de membru al Commonwealth-ului”. Grupul de lucru a fost prezidat de secretarul cabinetului⁠(d), Norman Brook⁠(d). Raportul său din data de 1 ianuarie 1949 a fost prezentat de către premierul Clement Attlee cabinetului la 7 ianuarie 1949. Următorul este paragraful 23 din raportul grupului de lucru (care vorbește de la sine):
„Frontiera Irlandei de Nord – Guvernul Irlandei de Nord cere ca chestiunea jurisdicției lor teritoriale să fie pusă dincolo de orice îndoială. În 1920, Irlanda de Nord a fost definită drept cele șase comitate parlamentare Antrim, Armagh, Down, Fermanagh, Londonderry and Tyrone, și cele două burguri parlamentare Belfast și Londonderry, iar în 1922 a fost numită o Comisie care să delimiteze această limită cu mai multă precizie. Activitățile comisiei au dat greș. Frontiera în Lough Foyle și pe râul Foyle și în Carlingford Lough este deschisă disputei. Articolul 2 din Constituția Eire din 1937 afirmă că teritoriul național cuprinde toate mările teritoriale ale Irlandei, iar purtătorii de cuvânt ai Eire au revendicat în mod repetat apele teritoriale din jurul Irlandei de Nord. Guvernul Irlandei de Nord susține că comitatul Londonderry include întreg Lough Foyle, care se află între comitatele Londonderry și Donegal, și tot râul Foyle din acea porțiune a lui care desparte comitatele Tyrone și Donegal. Nu credem că această revendicare poate fi susținută, și ridicarea chestiunii de frontieră în Carlingford Lough, unde șenalul navigabil ce dă acces în Newry se află parțial în Irlanda de Nord și parțial în partea Eire a estuarului. Nu există substanță asupra revendicărilor de către Eire a apelor teritoriale nord-irlandeze, dar Guvernul Eire nu a făcut niciodată nimic pentru a-și exercita drepturile în aceste ape, nici nu este clar ce pași concreți ar putea face în acest sens. Ca urmare recomandăm să nu se încerce nimic din partea Guvernului Regatului Unit, prin legislație ori declarație, spre a defini frontiera Irlandei de Nord. Principalul motiv pentru această recomandare este că orice astfel de tentativă ar prejudicia grav interesele noastre în a păstra acces nerestricționat la Londonderry pe timp de pace sau război.”

#### Dispute mocnite
Divizarea apelor teritoriale a continuat să fie o chestiune disputată între cele două guverne. La 29 februarie 1972, în timpul unei dezbateri în Dáil despre internarea în Irlanda de Nord, deputatul Richie Ryan a contestat legitimitatea ancorării navei-închisoare⁠(d) Maidstone⁠(d) în Belfast Lough⁠(d) pentru a ține prizonieri. Un rezumat bun al poziției irlandeze cu privire la apele teritoriale a fost dat de Taoiseach-ul de atunci, Jack Lynch⁠(d):
„...Susținem că apele teritoriale din jurul întregii insule Irlanda sunt ale noastre și că revendicarea de către noi a apelor teritoriale din jurul Irlandei de Nord se bazează pe Legea de Guvernare a Irlandei din 1920. Această lege este referită astfel în Tratatul din 1921 conform căruia Irlanda de Nord care s-a retras din Statul Liber Irlandez este identică cu Irlanda de Nord definită în Legea de Guvernare a Irlandei din 1920, și este definită ca constând din unele comitate și burguri enumerate. Este, cred eu, caz comun între noi că în dreptul englez comitatele nu includ apele teritoriale adiacente și, prin urmare, conform afirmațiilor noastre, toate aceste ape teritoriale sunt rezervate de Statul Liber Irlandez.”
Alte incidente au apărut din când în când în apele disputate și au fost discutate ocazional în Dáil Éireann.

#### Statutul curent
Disputa teritorială dintre Irlanda și Regatul Unit cu privire la Lough Foyle (și în mod similar Carlingford Lough⁠(d)) nu este încă soluționată. Chiar în 2005, când i s-a cerut să enumere zonele din statele membre ale UE în care definiția frontierei este în dispută, un ministru al guvernului britanic care a răspuns în numele secretarul de stat pentru afaceri externe și Commonwealth a declarat: 
„Definiția frontierei (adică demarcația frontierelor între două state suverane recunoscute internațional cu frontieră teritorială sau maritimă adiacentă) este disputată politic [între] Irlanda [și] Regatul Unit (Lough Foyle, Carlingford Lough—quiescent)”
În 2009, disputa teritorială privind Lough Foyle a fost ridicată în cadrul unei reuniuni a Comisiei pentru Comerț și Investiții a Adunării Irlandei de Nord⁠(d). Comisia s-a întrunit pentru a discuta Proiectul Kelvin, un proiect care implică construcția unui cablu de telecomunicații cu fibră optică între America de Nord și Irlanda de Nord. Derek Bullock, director la Hibernia Atlantic Limited, compania de cablu care conduce implementarea proiectului, a trebuit să explice comisiei de ce stația de bază pentru cablu urma să fie amplasată la Coleraine și nu la Derry City, așa cum se indicase inițial. El a explicat că unul dintre motivele pentru care s-a decis să nu se localizeze stația de bază în Lough Foyle a fost pentru că: 
„Nu putem aduce un cablu în Lough Foyle, deoarece linia de frontieră sub mare acolo este de fapt disputată.... Lough Foyle este o regiune de frontieră în dispută și, cum am spus, nu putem pune cabluri submarine pe lângă regiuni de frontieră disputate.”
Oficiul pentru Externe și Commonwealth⁠(d) a subliniat în 2 iunie 2009 opinia sa că întreg Lough Foyle se află în Regatul Unit, purtătorul de cuvânt declarând: 
„Poziția Regatului Unit este că întreg Lough Foyle face parte din Regatul Unit. Recunoaștem că Guvernul Irlandez nu acceptă această poziție.... Nu există negocteri în curs pe această chestiune. Reglementarea activităților din estuar este acum responsabilitatea Loughs Agency, un organism transfrontalier înființat conform Acordului de la Belfast din 1998.”
Conor Lenihan, pe atunci ministru în guvernul irlandez, a făcut o declarație corespunzătoare: 
„nu a fost niciun acord formal între Irlanda și Regatul Unit pe marginea delimitării unei frontiere în apele teritoriale între cele două state. În contextul Acordului de Vinerea Mare, s-a luat hotărârea de a coopera pe marginea plajelor și altor chestiuni ce apar din administrarea estuarelor în scop de conservare și din alte puncte de vedere. Una din chestiuni a fost că canalul median din Carlingford este șenalul navigabil pe când... șenalul navigabil din Lough Foyle stă aproape de țărmul sudic, ceea ce face oarecum dificil de gestionat sau de negociat un acord privind țara din care fac parte apele teritoriale. Nu este niciun acord între cele două Guverne privind locul unde se află frontiera, ceea ce este o problemă care a complicat situația de ceva timp.”

Cele două guverne au semnat un Memorandum de Înțelegere referitor la promovarea dezvoltării de energie regenerabilă în largul mărilor adiacente Lough Foyle (și Carlingford Lough) în 2011. Acest lucru a fost semnat fără a aduce atingere problemelor restante privind suveranitatea.

### Divizarea și sportul
În urma divizării, unele organisme sociale și sportive s-au împărțit, dar altele nu. Astăzi în Irlanda, multe sporturi, cum ar fi boxul, fotbalul irlandez, hurlingul⁠(d), cricketul și rugby-ul⁠(d), sunt organizate la nivelul întregii insule, o singură echipă reprezentând Irlanda în competiții internaționale. Alte sporturi, cum ar fi fotbalul, au organisme de organizare separate în Irlanda de Nord (Irish Football Association) și Republica Irlanda (Football Association of Ireland). La Jocurile Olimpice, o persoană din Irlanda de Nord poate alege să reprezinte fie echipa Republicii Irlanda⁠(d) (care concurează ca „Irlanda”), fie echipa Regatului Unit (care concurează sub titulatura de „Marea Britanie”). Selecția depinde, de obicei, dacă sportul său este organizat la nivelul insulei Irlanda, al Irlandei de Nord sau al Regatului Unit. Sporturile organizate la nivelul întregii insule Irlanda sunt afiliate asociației olimpice a Republicii Irlanda⁠(d), în timp ce cele organizate la nivelul Irlandei de Nord sau Regatului Unit sunt în general afiliate asociației olimpice din Marea Britanie⁠(d). 

### Divizarea și transportul feroviar
Transportul feroviar din Irlanda⁠(d) a fost grav afectat de divizare. Rețeaua feroviară de pe ambele părți ale frontierei se baza pe rutele transfrontaliere și, în cele din urmă, o mare parte din rețeaua de rute a căilor ferate irlandeze a fost închisă. Astăzi rămâne doar ruta transfrontalieră de la Dublin la Belfast, iar comitatele Cavan, Donegal, Fermanagh, Monaghan și Tyrone nu au servicii feroviare. 

## După divizare

### Constituția Irlandei din 1937
De Valera a ajuns la putere la Dublin în 1932 și a elaborat o nouă Constituție a Irlandei⁠(d), care în 1937 a fost adoptată prin plebiscit⁠(d) în Statul Liber Irlandez. Articolele 2 și 3⁠(d) defineau „teritoriul național” ca: „întreaga insulă a Irlandei, insulele și mările sale teritoriale”. Statul a fost numit Ireland (în engleză) și „Éire” (în irlandeză); o lege din 1938⁠(d) din Regatul Unit descria statul drept „Eire”. 
Pentru unioniștii din Irlanda de Nord, constituția din 1937 a făcut ca reunificarea Irlandei să fie și mai puțin de dorit decât înainte. Majoritatea erau protestanți, dar articolul 44 recunoștea „poziția specială” a Bisericii Romano-Catolice. Mai departe, preambulul se referea la: „... Domnul nostru Divin, Isus Hristos, care i-a susținut pe părinții noștri prin secole de încercări, în amintirea luptei lor eroice și neîntrerupte pentru recâștigarea independenței de drept a Națiunii noastre”; aceasta a fost o independență la care unioniștii s-au opus și părea să implice într-o manieră insultătoare că Isus susține doar mișcarea de independență irlandeză și niciodată cauza unionistă. Toți vorbeau engleza, dar articolul 8 prevedea că noua „limbă națională⁠(d)” și „prima limbă oficială” trebuia să fie irlandeza, engleza rămânând „a doua limbă oficială”. 
Textele irendentiste din articolele 2 și 3 au fost șterse prin al nouăsprezecelea amendament din 1998, ca parte a Acordului de la Belfast. 

### Grupările anti-divizare
Naționaliștii au înființat și ei o serie de grupuri antidivizare care fac campanie împotriva frontierei, începând cu Liga Națională a Nordului⁠(d) a lui de Valera (1928), care și-a schhimbat numele în National League of the North⁠(d) și apoi Anti-Partition League⁠(d) în 1938. Acestea au fost urmate de Northern Council for Unity⁠(d), Irish Anti-Partition League⁠(d), All Ireland Anti-Partition League⁠(d) și, în sfârșit, National Unity⁠(d) în 1964. Niciuna nu a obținut o majoritate electorală și au fost predispuse la divizii. 
În Statele Unite, Irish Race Convention⁠(d) din 1947 a organizat un vot în Congresul SUA prin care ajutoarele prin Planul Marshall pentru Regatul Unit ar fi fost condiționate de unificarea Irlandei. Propunerea a fost respinsă cu 206 voturi contra și 139 pentru, și 83 de abțineri. 

### Oferta britanică de unificare din 1940
În timpul celui de al Doilea Război Mondial, după căderea Franței, Regatul Unit a făcut o ofertă condiționată pentru unificarea Irlandei în iunie 1940, fără referire la cei care locuiesc în Irlanda de Nord. La respingerea ofertei, nici guvernul de la Londra, nici cel de la Dublin nu au mediatizat chestiunea. 
Conform ofertei, Irlanda urma să se alăture Aliaților împotriva Germaniei, permițând navelor britanice să-i folosească porturile, arestând germani și italieni, înființând un consiliu comun de apărare și permițând survolurile. 
În schimb, Irlandei i s-ar fi furnizat arme, iar forțele britanice ar fi cooperat la o invazie a Germaniei. Londra ar fi declarat în schimb că acceptă „principiul Irlandei Unite⁠(d)”, sub forma unui angajament, „ca la o dată în viitorul apropiat Unirea să devină un fapt realizat de la care să nu existe întoarcere”.
Clauza II a ofertei promitea un organism comun care să elaboreze detaliile practice și constituționale, „scopul lucrării fiind acela de a stabili cât mai curând posibil întregul mecanism de guvernare al Uniunii”. 
Propunerile au fost publicate pentru prima dată în 1970 într-o biografie a lui de Valera.

### 1945-1973
În mai 1949, taoiseach-ul John A. Costello a introdus o moțiune în Dáil împotriva termenilor Legii Irlandei din 1949⁠(d) care a confirmat divizarea atâta timp cât o majoritate a electoratului din Irlanda de Nord o dorește, lege denumită la Dublin drept „Vetoul Unionist". Aceasta a fost o schimbare față de poziția lui anterioară, de sprijinire a Comisiei de Delimitare din 1925, când era consilier juridic al guvernului irlandez. O posibilă cauză a fost aceea că guvernul său de coaliție era susținut de gruparea republicană Clann na Poblachta⁠(d). Din acest punct, toate partidele politice din Republică au fost în mod oficial în favoarea unificării insulei, indiferent de opinia electoratului din Irlanda de Nord. 
Noua republică nu putea și, în orice caz, nu a dorit să rămână în Commonwealth și a ales să nu se alăture NATO atunci când a fost fondat acesta în 1949. Aceste decizii au amplificat efectele divizării, dar au fost în concordanță cu evoluția politicii de neutralitate a Irlandei⁠(d). 
În 1966, taoiseach-ul Seán Lemass⁠(d) a vizitat Irlanda de Nord în secret, ceea ce a dus la o vizită reciprocă la Dublin a lui Terence O'Neill⁠(d); a fost nevoie de patru decenii pentru a realiza această întâlnire atât de simplă. Impactul a fost redus mai mult după ce ambele țări s-au alăturat Comunității Economice Europene în 1973. Odată cu izbucnirea The Troubles (1969-1988), un referendum din 1973⁠(d) a arătat că majoritatea electoratului din Irlanda de Nord dorește să continue legătura cu Regatul Unit, așa cum era de așteptat, mai ales în condițiile în care referendumul a fost boicotat de alegătorii naționaliști. 

### Posibilitatea retragerii britanice în 1974
În urma începerii conflictelor The Troubles din Irlanda de Nord în 1969, a fost semnat acordul de la Sunningdale  între guvernele irlandez și britanic în 1973. Acesta s-a prăbușit în mai 1974, din cauza grevei Consiliului Muncitoresc din Ulster⁠(d), iar noul premier britanic Harold Wilson a luat în calcul retragerea rapidă a armatei și a administrației britanice din Irlanda de Nord în 1974–75 ca pe o opțiune politică serioasă. Notele de cabinet relevante au rămas secrete până în 2005.
Efectul unei astfel de retrageri a fost analizat de Garret FitzGerald⁠(d), ministrul pentru afaceri externe de la Dublin, și amintit în eseul său din 2006. Cabinetul irlandez a ajuns la concluzia că o astfel de retragere ar duce la un război civil pe scară largă și la pierderi mai mari de vieți omenești, pe care armata irlandeză⁠(d) de 12500 de oameni putea face prea puține pentru a le preveni. 

### Acordul de Vinerea Mare
Acordul de Vinerea Mare din 1998, a fost ratificat prin două referendumuri în ambele părți ale Irlandei, inclusiv prin acceptarea din partea Republicii a angajamentului ca revendicarea teritorială față de Irlanda de Nord să se realizeze numai prin mijloace pașnice. Aceasta a fost o parte importantă a procesului de pace din Irlanda de Nord,⁠(d) care are loc începând cu 1993. Legea Guvernării Irlandei din 1920 a fost abrogată în Regatul Unit și înlocuită de Legea Irlandei de Nord din 1998⁠(d) ca urmare a Acordului, iar în Irlanda prin legea de revizuire a legii statutare din 2007⁠(d). 